# 아르센 벵거
아르센 샤를 에르네스트 벵거(프랑스어: Arsène Charles Ernest Wenger 아르센 벵게르[*], IPA: [aʁsɛn vɛŋ(ɡ)ɛʁ], 1949년 10월 22일~)는 프랑스의 전 축구 선수, 축구 감독이자 현재 FIFA 육성 디렉터이다.
아스날 역사상 가장 뛰어난 감독이자 가장 많은 경기를 치른 감독이다. 일명 "교수(The Professor)"라는 별명으로 불리며, 선수들에겐 "보스(Boss)"라고 불리고 있다.

## 이름 표기
아르센 벵거는 프랑스의 북동쪽 독일 접경 지역인 알자스 스트라스부르 출신이다. 해당 지방은 프랑스와 독일, 양쪽 문화의 영향을 같이 받았으며, 이 지역의 역사는 알자스-로렌 문제에서 쉽게 알 수 있다. Wenger의 프랑스어 발음은 "벵게르"이나 국립국어원은 성의 독일어 기원을 살린 벵거를 표기 기준으로 채택하였다. /ng/가 보통 받침 /ㅇ/으로 발음되는 독일어 특성상 실제 독일어 발음은 "벵어"지만 독일어 표기법 원칙 때문에 벵거로 표기된다. 그를 웽거라 부르는 것은 영어식 발음이므로 외래어의 한글 표기법상 본토 발음에 우선한다는 원칙에 위배된다.

## 지도자 경력

### 경력 초기
1970년대 중반 알자스의 인기 구단 스트라스부르의 감독으로 부임한 힐트는 벵거를 스트라스부르의 2군팀 플레잉코치(선수와 코치 생활을 병행하는 사람)로 초빙했다. 1981년 스트라스부르 구단은 힐트 감독 밑에서 착실하게 지도자 수업을 받은 벵거를 유소년팀 감독으로 임명했다. 전략, 전술, 선수관리, 언어 등 다방면에서 지식을 지닌 벵거는 구단의 미래 재산인 유소년팀 선수들을 훌륭하게 키워내며 실력을 인정받았다.
1983년 AS 칸 구단은 그를 수석 코치로 영입했다.
불과 1년 후인 1984년 AS 낭시는 벵거를 1군 감독으로 임명했다. AS 낭시는 프랑스의 축구 영웅 미셸 플라니티 현 유럽 축구 연맹 회장이 몸담았던 구단으로 유명했다. .

### AS 모나코
1987년 프랑스 최고의 인기구단 AS 모나코는 그를 감독으로 영입했다. AS 낭시 구단주는 1부리그 잔류 정도의 성적을 원했지만 AS 모나코는 리그 1 우승을 기대하는 팀이었다. 저평가 유망주를 발굴해 슈퍼스타로 키우는 벵거의 능력은 이때부터 본격적으로 발휘됐다. 프랑스에 넘쳐나던 아프리카 출신 유망주에 불과하던 라이베리아 출신의 스트라이커 조지 웨아는 벵거의 지휘하에서 놀라운 성장을 보이며 1990년대 세계 축구계를 주름잡았다.또한, 1993~94년 시즌 UEFA 챔피언스리그 4강에 진출했다. 하지만 UEFA 챔피언스리그에 다소 치중한 나머지 그 다음해 자국 리그에서의 성적은 좋지 못했다. 1994~95년 시즌 초반 극심한 성적 부진에 시달린 AS 모나코는 벵거와의 결별을 선언했다.

### 나고야 그램퍼스
1995년 일본 J리그 나고야 그램퍼스의 감독이 되었다. 나고야 그램퍼스의 오너인 도요타 그룹은 그에게 전권을 주겠다고 약속했고 이를 실천했다. 결과물은 곧 나타났다. 벵거 이전 리그 하위권이었던 나고야 그램퍼스는 1995년 시즌 천황배에서 우승했다. 1921년 시작된 이 경기에서 나고야가 우승한 건 사상 처음이었다. 다음해인 1996년 시즌에는 J리그 2위 및 슈퍼컵 우승을 이뤘다.
그 후 세계 각국의 명문 구단이 그를 주시했다. 아스널 FC, 토트넘 홋스퍼, 스트라스부르 등이 물밑 작업을 벌이기 시작하자 벵거는 아스날 FC을 택했다. 그의 성과에 흡족했던 나고야 그램퍼스는 계약기간이 4개월가량 남았음에도 벵거를 풀어줬다.

### 아스널 FC
1996년 10월 1일 벵거는 아스날 최초의 외국인 감독이 됐다. 그는 2-0으로 이긴 블랙번 로버스 FC와의 어웨이 경기에서 처음으로 지휘봉을 잡은 이후, 1997-1998 시즌에서 리그 우승과 FA컵 우승을 달성하면서 프리미어리그 역사상 최초의 더블을 달성한 외국인 감독이 되었다.
2003-2004 시즌에는 26승 12무의 성적으로 리그 무패우승을 달성하였으며, 이전에 무패우승 기록은 프레스턴 노스 엔드 FC가 1888/89시즌 18승 4무로 무패우승을 달성한 전력이 있으나, 프레스턴 노스 엔드 FC가 무패우승 할 당시보다 16경기나 더치렀으며, 그시절에는 사실상 전술이라는 개념자체가 없던 시절이므로 아스날의 무패우승은 전무후무한 대기록이며, 그렇기에 아스날의 무패우승은 가치를 매길수 없을정도로 값진 기록이다.
그는 유망주 육성정책으로도 유명한데, 벵거의 유명한 명언으로 "다른 팀들은 슈퍼스타를 사지만, 우리는 슈퍼스타를 만든다"라는 말에서도 알 수 있듯이, 그의 스타를 키우는 능력과 유망주를 보는 안목은 세계 최고 수준이다. 마르크 오버르마르스, 에마뉘엘 프티를 800만 파운드에 영입해서 FC 바르셀로나에 3200만 파운드에 판 것과 니콜라 아넬카를 50만파운드에 영입하여 2230만 파운드에 레알 마드리드 CF에 판매한 것은 유명한 사례이다. 또한 그는 유벤투스 FC의 벤치에서 무능한 공격수라 평가되던 티에리 앙리를 세계 최고의 공격수로 키우기도 하였다.
국내에서는 박주영 영입으로도 많이 알려졌는데, 300만 파운드에 영입을 했으나 실제 출전 문제와 군문제로 인한 추가 지급금 등을 고려했을 때 실패한 영입 사례로 꼽힌다. 이적료의 경우, 처음에 300만 파운드를 지불했었지만 군문제 해결 시 200만파운드를 추가로 지급하기로 되어 총 500만 파운드가 지급되었다고 알려져있다. 영국언론 런던이브닝스탠다드에서는 박주영 영입건을 500만 파운드(약 88억원)손실로 분류했다는 보도가 나오기도 했다.
2014년, 푸마 등과의 새로운 커머셜 딜이 성사됨에 따라 클럽 상황이 나아졌고 벵거도 이전보다 더 적극적으로 완성된 선수 영입 및 팀 스쿼드 강화에 신경을 쓰고 있는 모양새이다. 이미 2013/14 시즌에 메수트 외질을 영입하며 변화의 조짐을 보였고, 2014/15 시즌에도 FC 바르셀로나에서 알렉시스 산체스를 영입한 것을 필두로 마티유 드뷔시, 다비드 오스피나와 같은 완성된 선수 영입을 계속하고 있고, 칼럼 챔버스, 대니 웰백과 같은 잉글랜드의 유망한 선수 영입에도 신경쓰고 있다.
2018년 4월 20일, 시즌 종료 후 22년 동안 감독직을 재임했던 아스널에서 떠난다는 공식 발표가 있었다.

### 감독 경력 통계
2018년 5월 14일 기준
| AS 낭시                | 1984년 7월 1일  | 1987년 7월 1일  | 114   | 33  | 30  | 51  | 028.95 |
| AS 모나코              | 1987년 7월 1일  | 1994년 9월 17일 | 266   | 130 | 53  | 83  | 048.87 |
| 나고야 그램퍼스 에이트 | 1995년 2월 1일  | 1996년 9월 30일 | 87    | 49  | 4   | 34  | 056.32 |
| 아스널                 | 1996년 10월 1일 | 2018년 6월 30일 | 1,235 | 707 | 280 | 248 | 057.25 |
| 합계                   | 합계            | 합계            | 1,702 | 919 | 367 | 416 | 54.00  |

## 여담
스트라스부르 대학교에서 경제학 석사 학위를 취득한 바 있다. 벵거는 2003년에 영국 정부로부터 명예 OBE훈장(외국인대상 명예훈장)을 받았다.

## 기록

### 선수

#### RC 스트라스부르(1978–1981)
- 리그 1 : 1978-79
- 쿠프 드 알자스 : 1980

### 감독

#### 모나코(1987~1994)
- 리그 1 우승: 1988
- 쿠프 드 프랑스 우승: 1991

#### 나고야 그램퍼스(1995~1996)
- 천황배 JFA 전일본 축구선수권대회 우승: 1995
- 일본 슈퍼컵 우승: 1996

#### 아스날(1996~2018)
- 프리미어리그 : 1997–98, 2001–02, 2003–04
- FA컵 : 1997–98, 2001–02, 2002–03, 2004–05, 2013–14, 2014–15, 2016–17
- FA 커뮤니티 실드 : 1998, 1999, 2002, 2004, 2014, 2015, 2017
- UEFA 챔피언스리그 준우승 : 2005-06
- UEFA컵 준우승 : 2000-01

### 개인
- J 리그 올해의 감독 : 1995
- 옹즈도르 올해의 감독 : 2000, 2002, 2003, 2004
- 프리미어리그 올해의 감독 : 1997–98, 2001–02, 2003–04
- 프리미어리그 이 달의 감독 15회
- 월드사커 올해의 감독 : 1998
- 프랑스풋볼 올해의 감독 : 2008
- LMA 올해의 감독 : 2001–02, 2003–04
- BBC 올해의 감독 : 2002, 2004
- FWA 공로상 : 2005
- 라우레우스 평생 공로상 : 2019
- 스트라스부르 대학교 경제학 학위 : 2010

#### 서훈
- 레지옹 도뇌르 : 2002
- 대영제국 명예 훈장 4등급 : 2003
- Freedom of Islington: 2004
- 라이베리아 공화국 공로장 (Knight Grand Commander) : 2018

#### 선정
- 잉글랜드 축구 명예의 전당 : 2006
- 프리미어리그 명예의 전당 : 2023
- 월드사커 역대 최고의 감독 36위
- 프랑스풋볼 역대 최고의 감독 32위
- IFFHS 2000년대 최고의 감독